# Främling på egen planet
Främling på egen planet (engelska originalets titel: Stranger in a Strange Land) är en roman av Robert A. Heinlein. Den utkom första gången 1961. Boken belönades med Hugopriset 1962. Den utkom 1980 i svensk översättning. 1991 utgavs det längre originalmanuskriptet i oförändrad form. Titeln sägs syfta på Andra Moseboken.

## Handling
Boken handlar om människor som koloniserat Mars. Deras kultur kan beskrivas som konsumtionsinriktad. När bokens huvudperson Smith återvänder till jorden är han en rik person. Han blir dock utnyttjad av regeringen och tvingas fly tillsammans med Gillian, en kvinna han träffat. Han lyckas dock vända situationen och blir en hjälte, när han förklarar sina koncept om libertarianism för folket. 
Han bildar därefter en kyrka med inslag av Nyhedendom och Hermetism. Författaren nämner Kannibalism i boken som ett tema. "Grok" är att förstå saker djupt och empatiskt,  det lär ut vikten av att förstå andra på en djup, empatisk nivå, vilket kan förbättra mellanmänskliga relationer och kommunikation. Boken uppmuntrar läsaren att utmana etablerade institutioner och normer, särskilt de som begränsar frihet eller kreativitet, vilket är relevant för att utveckla en självständig världsbild.

## Övrigt
Det brittiska heavy metal-bandet Iron Maiden har gjort en låt baserad på Heinleins titel på boken, Stranger in a Strange Land. Dock har handlingen inget att göra med boken.